# Power Jets
Power Jets Ltd je bila kompanija iz Ujedinjenog Kraljevstva koju je osnovao Frank Whittle radi projektiranja i izrade mlaznih motora. Kompanija je nacionalizirana 1944. i izrasla u National Gas Turbine Establishment.

## Povijest
Osnovana je 27. siječnja 1936. godine. Kompaniju su tvorili Whittle, Rolf Dudley-Williams, James Collingwood Tinling i Lancelot Law Whyte iz investicijske bankarske kuće O T Falk & Partners.
U početku su unajmljivali iz British Thomson-Houstona (BTH) iz Rugbyja u Warwickshireu. Pored osnivača, kompanija je prvotno posuđivala od BTH radi ispomoći u projektu i poslije je Power Jets bio u mogućnosti dobiti 'jednog ili dva' čovjeka na posudbu iz Kraljevskog ratnog zrakoplovstva. Do početka 1940. kompanija je imala ukupno 25 zaposlenih. 
Power Jets WU je bio prvi turboreaktivni motor koji je pokrenut. Prvi test bio je 12. travnja 1937. Power Jets W.1 bio je ugrađen u Gloster E.28/39, prvi mlazni zrakoplov koji je poletio u Ujedinjenom Kraljevstvu. W.1 je bio prvi mlazni zrakoplov koji je napravljen u SAD. Rađen je pod nazivom General Electric I-A a bio je pogon za Bell P-59A Airacomet.  Power Jets W.2 je bio predviđen za proizvodnju u Roveru, ali zbog kašnjenja prebačen je u Rolls-Royce gdje je ušao u proizvodnju kao Welland. Taj motor je bio pogon ranih verzija Gloster Meteora.
Verzija Power Jets W.2/700 bila je predviđena za nadzvučni istraživački zrakoplov Miles M.52, no taj zrakoplov nikad nije dovršen. Verzija M.52 od W.2/700 bila je jedna od prvih motora koji su projektirani s komorom za naknadno izgaranje (afterburner).